# Tchan Lun
Tchan Lun (čínsky pchin-jinem Tán Lún, znaky zjednodušené 谭纶, tradiční 譚綸; 4. srpna 1519 – 20. dubna 1577) byl politik a vojevůdce působící v čínské říši Ming za vlády císařů Ťia-ťinga a Lung-čchinga a v prvních letech vlády Wan-liho.

## Jméno
Tchan Lun používal zdvořilostní jméno C’-li (čínsky pchin-jinem Zǐlǐ, znaky 子理) a literární pseudonym Er-chua (čínsky pchin-jinem Èrhuá, znaky zjednodušené 二华, tradiční 二華). Za své zásluhy obdržel posmrtné jméno Siang-min (čínsky pchin-jinem Xiāngmǐn, znaky 襄敏).

## Život
Tchan Lun se narodil 4. srpna 1519, pocházel z okresu I-chuang v jihočínské provincii Ťiang-si. Jeho otec Tchan Chao († 1561) byl instruktorem v okresní konfuciánské škole v Kuej-anu v provincii Če-ťiang. Tchang Lun studoval konfucianismus, přihlásil se k úřednickým zkouškám a úspěšně je absolvoval – složením provinčních zkoušek roku 1543 dosáhl hodnosti ťü-žen, následujícího roku s úspěchem absolvoval i metropolitní a palácové zkoušky.
Vstoupil do státní služby ve funkci tajemníka v nankingském ministerstvu obřadů (v letech 1545-49) a v ministerstvu vojenství v Pekingu (1552), později sloužil opět v Nankingu jako úřadující vedoucí odboru na ministerstvu vojenství. Tou dobou byl jihovýchod čínské říše Ming sužován nájezdy pirátů wo-kchou a Tchan Lun se roku 1555 se účastnil obrany Nankingu před piráty. Téhož roku byl přeložen na místo prefekta Tchaj-čou v provincii Če-ťiang, kde zorganizoval domobranu o tisíci mužích a v letech 1557–1558 s ní několikát porazil útočící bandity. Za to byl v polovině roku 1558 povýšen na náměstka kontrolního komisaře Če-ťiangu se sídlem v Ning-po. V bojích vynikl i osobní statečností a uměním boje s mečem. Ve srážkách s bandity spolupracoval s generálem Čchi Ťi-kuangem, zvláště v řetězu bitev v okolí Tchaj-čou roku 1559. Po sérii úspěchů vládních vojsk se wo-kchou stáhli z Če-ťiangu na jih do provincií Fu-ťien a Kuang-tung.
Roku 1561 Tchan Lunovi zemřel otec, proto se vrátil domů držet smutek. Doma se také zapojil do bojů s bandity, kteří pronikali do jižního Ťiang-su z Kuang-tungu a Fu-ťienu. Roku 1562 byl jmenován zástupcem vedoucího provinčního administrativního úřadu ve Fu-ťienu, ale požádal panovníka o odklad návratu do služby, aby mohl dodržet dobu smutku.
Po útoku pirátů na sídlo fuťienské prefektury Sing-chua mu císař přikázal od počátku roku 1563 převzít post asistenta vrchního cenzora a velkého koordinátora sün-fu ve Fu-ťienu. Po příchodu do provincie převzal velení nad generály Liou Sienem a Čchi Ťi-kuangem (který právě přitáhl z Če-ťiangu) a rázně čistil pobřeží od pirátů, přičemž Čchi Ťi-kuanga doporučil na místo regionálního vojenského velitele Fu-ťienu. Dále navrhoval obnovení námořních základen, soustředění pozornosti na výcvik vojsk a zrušení zákonů zakazujících námořní obchod, které považoval za příčinu nepokojů. Ve svých memorandech podaných císaři zdůrazňoval, že obyvatelé Fu-ťienu a dalších přímořských provincií jsou svou obživou závislí na moři a zákazy stavby lodí a plavby po moři lid ožebračují a nedávají mu jinou možnost než se přidat k pirátům a banditům. Také podobně jako Chu Cung-sien (vrchní velitel cung-tu v jižním metropolitním regionu, Če-ťiangu a Fu-ťienu), považoval obchodní kontakty za účinnější prostředek k šíření čínského vlivu než vojenskou sílu, přitom se odvolával na myšlenky sungského státníka Su Š’a (1037–1101).
V červnu 1564 se vrátil domů. Smutek konečně dokončil v říjnu 1565, kdy byl jmenován koordinátorem sün-fu provincie Šen-si, na cestě ho však zastihla zpráva o přeložení do S’-čchuanu, kde se vzbouřila jedna posádka západně od Čchung-čchingu. Než do provincie přijel, vzpoura byla potlačena. Později S’-čchuan zasáhla vzpoura domorodého náčelníka z Wu-tingu (v Jün-nanu) Feng Ťi-c’a. Sečuánská a jünnanská vojska s pomocí domorodých oddílů obklíčila rebely a po zabití Fenga se povstání rozpadlo.
Roku 1566 byl Tchan Lun jmenován vrchním velitelem cung-tu pro provincie Kuang-tung a Kuang-si, kde sloužil přes rok. Poté byl povolán do Pekingu a v dubnu 1568 jmenován náměstkem ministra vojenství a vrchním velitelem oblasti Ťi-liao, pohraničního regionu severovýchodně od Pekingu se sídlem v Mi-jün. Zde zůstal přes tři roky, přičemž úspěšně řídil obranu více než tisícikilometrového úseku velké čínské zdi. Jeho generál Čchi Ťi-kuang, přeložený na severovýchodní hranici z Fu-ťienu, zorganizoval výcvik 30tisícového sboru Tchan Lunových vojáků v boji ve čtvercových vozových hradbách, což čínské pěchotě vyzbrojené ručnicemi i děly umožňovalo úspěšně se bránit mongolské jízdě.
Roku 1570 se stal členem velení výcvikových divizí mingské armády u Pekingu a roku 1571 byl povýšen na ministra vojenství, koncem roku však utrpěl mozkovou mrtvici a odešel z úřadu. Po čase se zotavil a v srpnu 1572 se vrátil do Pekingu, jako rozhodný podpůrce a blízký spolupracovník velkého sekretáře Čang Ťü-čenga, tehdy nejvlivnějšího pekingského politika. Opět zaujal místo ministra vojenství, ve snaze nepropást příležitost k reformám a zlepšení stavu říše. V úřadu zůstal do smrti roku 1577. Během jeho výkonu funkce ministra vojenství říše Ming válčila, v letech 1573–1574, na jihu s domorodými kmeny – v Chuej-čou v Kuang-tungu, v Chuaj-jüanu v Kuang-si a prefektuře Sü-čou v S’-čchuanu. Naopak na severu byl mír, po uzavření dohody s Altan-chánem roku 1571 se uklidnila situace na severozápadě, na severovýchodě uspělo Tchan Lunovo a Čchi Ťi-kuangovo posílení obrany. Celkově byla v polovině 70. let 16. století mingská armáda v nejlepším stavu od poloviny 15. století.

## Památka, literární aktivity
Přes svou oblibu žen a peněz byl Tchan Lun pozdějšími mingskými historiky oceňován pro své vojenské a politické úspěchy, autoři oficiálních dějin říše Ming (Ming-š’) mu připsali přes 25 tisíc pobitých nepřátel. K jeho příznivému hodnocení přispívaly i výkony jím vyzdvižených podřízených, proslavených generálů Čchi Ťi-kuanga, Jü Ta-joua, Liou Siena a administrátorů Wang Tao-kchuna a Ling Jün-iho, kteří se o něm také vyjadřovali s uznáním. Za velké zásluhy o stát se Tchan Lunovi dostalo honosného pohřbu, čestných titulů a posmrtného jména Siang-min, jeho syn byl jmenován důstojníkem „gardy ve vyšívaných uniformách“ (císařské osobní stráže a tajné služby).
Napsal stovky úředních zpráv a memorand, 104 z nich z let 1563–1569 (o délce 10 ťüanů) vydal roku 1600 Ku Suo-jou, okresní přednosta v I-chuangu. Ming-š’ zmiňuje i jeho knihu vojenských nařízení Ťün-čeng tchiao-li lej-kchao v 7 ťüanech. Tchan Lunovy literární práce vydal roku 1819 Chuang Si-jüan pod názvem Tchan Siang-min i-wen chuej-ťi (ve 3 ťüanech).